# Louis Essen
Louis Essen (6 septembre 1908 – 24 août 1997) est un physicien anglais dont les principales contributions concernent la mesure précise du temps et la détermination de la vitesse de la lumière. Il critique la théorie de la relativité d’Albert Einstein, particulièrement à propos de la dilatation du temps.

## Premières recherches
Né à Nottingham, Essen passa sa licence à l’Université de Nottingham, et sa maîtrise de physique à l’Université de Londres en 1928. Il est embauché par le National Physical Laboratory (NPL) l'année suivante, dans le département de D. W. Dye, et chargé d'examiner les possibilités des diapasons et autres oscillateurs à cristal de quartz pour la mesure précise du temps. Ses travaux aboutissent au développement de l'horloge à quartz en 1938, qui devient bientôt l’étalon de temps dans les observatoires du monde entier.

## La vitesse de la lumière
Au cours de la Seconde Guerre mondiale, Essen travaille sur le radar et met au point divers instruments, dont le détecteur à cavité résonnante. C'est ce dernier appareil qui fait entrevoir à Essen la possibilité d'une mesure plus précise de la vitesse de la lumière. En 1946, il mesure, en collaboration avec A.C. Gordon-Smith, la fréquence des premiers modes normaux d’une cavité micro-ondes de dimensions très précises : la géométrie de cette cavité, en vertu des lois de l'électromagnétisme, détermine la longueur d'onde de ces modes. Or, puisque la longueur d'une onde électromagnétique est égale à la vitesse de la lumière divisée par sa fréquence, la mesure des fréquences associées donne une série d'estimations de la vitesse de la lumière. Le résultat des deux chercheurs, 299 792 km/s±3 km/s, était nettement supérieur aux valeurs admises jusque-là, obtenues par des mesures optiques depuis 1900, et Essen dut faire face au scepticisme et à des critiques féroces. Il n'est pas jusqu’au directeur du NPL, Sir Charles Galton Darwin qui ne jugeât qu'Essen finirait par « obtenir de meilleurs résultats » une fois qu'il aurait perfectionné son appareil... D'ailleurs, un chercheur de l’Université Stanford, W.W. Hansen, avait utilisé une technique voisine et obtenu une mesure plus conforme aux valeurs reçues jusque-là. Mais il se fit qu'Essen, autant par entêtement et par confiance en ses mesures, que par anticonformisme (et aussi, il faut le dire, avec l'aide d’Alan Turing pour les calculs), s'attacha à perfectionner son appareil et à multiplier les mesures jusqu'en 1950, parvenant à un encadrement de 299 792,5 km/s±1 km/s. Ce fut la valeur retenue lors de la XIIe Assemblée Générale de l’Union radio-scientifique internationale de 1957. La plupart des mesures ultérieures ont confirmé cette valeur. En 1983, la XVIIe Conférence générale des poids et mesures adopta la valeur standard, 299 792,458 km/s pour la vitesse de la lumière.

## L'horloge atomique

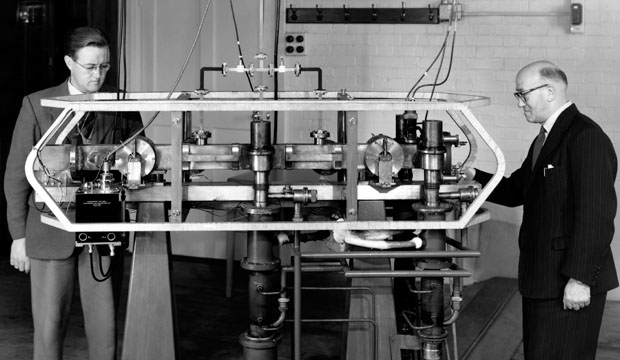
Louis Essen (à droite) et son horloge atomique.

Essen soutient sa thèse en 1941 à l'Université de Londres et devient docteur ès Sciences (1948) avant de se tourner vers l'exploitation des fréquences du spectre atomique pour améliorer la mesure du temps. Le National Bureau of Standards américain venait de montrer la possibilité de mesurer des durées très courtes en comptant le nombre de périodes de vibration de l'atome de césium. En 1955, pour permettre l'étalonnage des horloges de référence de l’époque, il met au point en collaboration avec Jack Parry la première horloge atomique opérationnelle intégrant la fréquence fondamentale de l'atome de césium 133 aux oscillateurs à cristal de quartz conventionnels.

## Les étalons de l'unité de temps
Ce succès permet à Essen de promouvoir le spectre du césium comme étalon international du temps : jusque-là, les chercheurs ont surtout travaillé avec les vibrations de la molécule d’ammonium, mais Essen est convaincu que les vibrations du césium sont plus stables. En dépit de ces travaux, l’Union astronomique internationale, réunie à Rome en 1952, vient d'adopter l’échelle de temps des éphémérides, une proposition de Gerald Clemence qui définit l'unité de temps en fonction du mouvement de révolution de la Terre. La seconde éphéméride, définie comme une fraction déterminée de l’année tropique, remonte à l'expression du temps solaire moyen par Simon Newcomb. Mais en 1967, lors de la XIIIe Conférence générale des poids et mesures, la seconde est redéfinie comme le nombre de périodes de vibrations fondamentales de l'atome de césium que compte l’année tropique : ce nombre a été mesuré par Essen en collaboration avec William Markowitz à l’Observatoire naval des États-Unis.

## Dernières années
Essen effectue toute sa carrière au National Physical Laboratory.
En 1971, il publie The Special Theory of Relativity: A Critical Analysis, une brochure où il critiquait la théorie d’Einstein, ce qui ne fut guère du goût de ses employeurs.
Essen devait déclarer en 1978:
« Personne n'a essayé de réfuter mes arguments, mais on m'a prévenu que si je persistais, je ruinerais mes espoirs de promotion à venir. »
Il prend sa retraite en 1972 et meurt à Great Bookham, Surrey.

## Distinctions
- Médaille d'or A.S. Popov de l’Académie des sciences de l’URSS (1959)[4]
- O.B.E. (1959)
- Fellow of the Royal Society (1960)'[5]
- Prix Rabi de l’IEEE Ultrasonics, Ferroelectrics, and Frequency Control Society (1987)[6]